# Trpinja
Trpinja (srp. ćir. Трпиња; mađ. Terpenye) jest naselje i općina u istočnoj Hrvatskoj, u Vukovarsko-srijemskoj županiji. Naselje Trpinja nalazi se na državnoj cesti D2 između Osijeka i Vukovara dok kroz općinu (naselje Bršadin), prolazi i državna cesta D55 između Vinkovaca i Vukovara.
Uz Trpinju, u sastavu općine su i naselja Bobota, Bršadin, Ćelije, Ludvinci, Pačetin i Vera.

## Zemljopis
Trpinja se nalazi u istočnom dijelu Republike Hrvatske, na graničnom području Slavonije i Srijema, nedaleko od Vukovara. Smještena je na cesti koja povezuje Vukovar i Osijek. 
Obližnja naselja su Bobota na zapadu, Klisa na sjeveru, Lipovača i Vukovar na jugu i Borovo na istoku.
Trpinja se nalazi u Vukovarsko-srijemskoj županiji.

### Općina Trpinja
Naselje Trpinja je sjedište istoimene općine koju još čine naselja: Bobota, Bršadin, Ćelije, Ludvinci, Pačetin i Vera. Općina je nastala 1992. godine izdvajanjem iz općine Vukovar.
Općina Trpinja se prostire na 123,87 kv. kilometara. Kroz nju protiče duljinom od 8 km rijeka Vuka, a također, kroz općinu se proteže i Bobotski kanal duljinom od 20 km. Područje općine je kao područje nekadašnje isušene močvare Palača izrazito ravničarsko, zemljište je veoma plodno, a od zemlje prevladava crnica. Na području općine ukupno je 12.387 ha zemljišta, od toga oranice i vrtovi čine 10.389 ha, voćnjaci 168 ha, pašnjaci 338 ha, šume 338 ha, a ostalo su neplodno zemljište, livade, tršćaci i bare.

## Stanovništvo
Etničke grupe u općini Trpinja (2011.)
██ Srbi (89,75 %)
██ Hrvati (7,34 %)
██ Ostali (2,91 %)

### Popis iz 1991. godine
Prema popisu iz 1991. godine, naselje Trpinja je imala 2171 stanovnika. Od toga Srba je bilo 1953 (89,96 %), Hrvata 73 (3,36 %), Jugoslavena 62 (2,86 %), Rusina 2, Mađara 1, Ukrajinaca 1 i ostalih i neizjašnjenih 79.

### Popis iz 2001. godine
Prema popisu stanovništva iz 2001. godine u naselju Trpinja je živjelo 1837 stanovnika, a u cijeloj općini Trpinja 6466 stanovnika.
Stanovništvo je većinski srpske nacionalnosti (oko 97 %), dok su ostatak stanovništva činili Hrvati i Mađari. Od ukupnog stanovništva čitave općine, 89,3 % je srpske, 7,5 % hrvatske, a 0,7 % mađarske nacionalnosti.

### Popis iz 2011. godine
Prema aktualnom popisu stanovništva koje je provedeno 2011. godine, općina Trpinja ima 5572 stanovnika, od čega u samom naselju Trpinja živi 1516 osoba.
Prema etničkoj strukturi općine, većinu stanovništva čine Srbi, odnosno 89,75 %, dok Hrvati čine 7,34 %, a Mađari 0,68 %. Što se tiče etničkog sastava samog naselja Srba je 1446 (95,38 %), a Hrvata 42 (2,77 %).
| broj stanovnika | 5561  | 6242  | 6080  | 6811  | 6864  | 7264  | 7087  | 7550  | 6543  | 6586  | 7098  | 7816  | 8069  | 7672  | 6466  | 5572  | 4167  |
|                 | 1857. | 1869. | 1880. | 1890. | 1900. | 1910. | 1921. | 1931. | 1948. | 1953. | 1961. | 1971. | 1981. | 1991. | 2001. | 2011. | 2021. |

| broj stanovnika | 1561  | 1799  | 1715  | 1929  | 1975  | 2190  | 2092  | 2169  | 1872  | 1858  | 1959  | 2198  | 2243  | 2171  | 1837  | 1516  | 1130  |
|                 | 1857. | 1869. | 1880. | 1890. | 1900. | 1910. | 1921. | 1931. | 1948. | 1953. | 1961. | 1971. | 1981. | 1991. | 2001. | 2011. | 2021. |

## Uprava

### Zajedničko vijeće općina
Trpinja je jedna od sedam općina u hrvatskom Podunavlju koje sudjeluju u radu Zajedničkog vijeća općina, sui generis tijela koje usklađuje interese srpske zajednice u istočnoj Slavoniji, Baranji i zapadnom Srijemu na području Osječko-baranjske i Vukovarsko-srijemske županije. Iz Općine Negoslavci, kao podunavske općine sa srpskom većinom, biraju se 2 predstavnika u Skupštinu ZVO-a.

### Općinska uprava
Općinsko vijeće Trpinje čini 15 izabranih predstavnika koji se biraju na lokalnim izborima. Nasuprot drugim općinama u Podunavlju sa srpskom većinom, dominantna uloga Samostalne demokratske srpske stranke od završetka procesa mirne reintegracije 1998 nije toliko izražena u Trpinji te je kroz izbore dolazilo do promjene vlasti. Na lokalnim izborima 2017. godine sudjelovalo je 	2557 ili 56,67 % od 4512 upisanih glasača te je pobjedu odnijela nezavisna lista. Uz 15 izabranih u vijeće je ušao i 16 predstavnik kako bi se osigurala razmjerna zastupljenost hrvatske zajednice.

## Povijest
Ime Trpinje prvi put se spominje 1329. godine u povijesnom dokumentu koji se danas čuva u glavnom gradu Mađarske, Budimpešti.
Tijekom Domovinskog rata, točnije tijekom bitke za Vukovar, JNA i pobunjeni Srbi, iz smjera tada okupirane Trpinje prema Vukovaru, su pokušavali proboj obrane grada. Međutim, hrvatski su branitelji pod vodstvom Blage Zadre, na Trpinjskoj cesti u Vukovaru uništili 30-etak tenkova i oklopnih vozila JNA koji su napadali Vukovar. Time je Trpinjska cesta dobila nadimak "groblje tenkova". Iako je kasnije Vukovar okupiran, Trpinjska cesta postala je jedan od simbola otpora slabo naoružanih branitelja nadmoćnijem agresoru.

## Gospodarstvo
Najzastupljenije djelatnosti su ratarstvo i stočarstvo.

## Spomenici i znamenitosti
U centru sela, preko puta osnovne škole, nalaze se spomenici palim borcima (partizanima) u Drugom svjetskom ratu i palim borcima i žrtvama rata iz 1991. godine. Također, postoje spomen-ploče posvećene Josifu Milovuku i Katarini Bogdanović na njihovim obiteljskim kućama.

### Vjerski objekti
U centru sela se nalazi pravoslavna crkva Vaznesenja Gospodnjeg koja je sazidana 1754. godine. Crkva je kulturni spomenik i nalazi se na popisu nepokretnih kulturnih dobara Republike Hrvatske. Također se i vrijedni predmeti iz hrama (ikone, križevi i sl.) nalaze se na popisu pokretnih kulturnih dobara i time ulaze na popis zaštićenih spomenika kulture Republike Hrvatske.

## Poznate osobe
- Popis poznatih osoba iz Trpinje

## Obrazovanje
U selu se nalazi osmogodišnja osnovna škola "Trpinja", koja postoji od 1776. godine. U selu postoji i dječji vrtić "Lane", područni objekt vrtića "Liliput-Trpinja" (sjedište ustanove je u Boboti).

## Kultura
KUD "Mladost" Trpinja je osnovan 1995. godine. U sklopu kulturno-umjetničkog društva "Mladost" postoji nekoliko sekcija čiji je cilj očuvanje tradicije sela. Najbrojnija sekcija je folklorna, a tu su još i pjevačka, tamburaška i dramska sekcija.

## Šport
- Nogometni Klub Sinđelić, županijski ligaš
- Šahovski klub Trpinja

Tridesetih godina 20. stoljeća, pored Sinđelića postojala su još dva nogometna kluba: Obilić ("Pljuštare") i Hajduk.

## Vanjske poveznice
- Službene stranice općine Trpinja
- "Trpinjo, ja sam tvoje dete", Živojin Manojlović
- Državni zavod za statistiku
- službene stranice Vukovarsko-srijemske županije